# Varaztad Kazanjian
Varaztad H. Kazanjian (in armeno Վարազդատ Գազանճեան?; Impero ottomano, 18 marzo 1879 – Stati Uniti, 19 ottobre 1974) è stato un dentista statunitense di origine armena che ha aperto la strada alle tecniche di chirurgia plastica ed è considerato il fondatore della pratica moderna della chirurgia plastica. 
Si laureò alla Harvard School of Dental Medicine nel 1905. Fu professore di chirurgia orale dal 1922 al 1939 e fu il primo a ricoprire il titolo di Professore di chirurgia plastica presso la Harvard Medical School. È anche coautore del primo compendio sulla chirurgia plastica.

## La Grande Guerra e la nascita della Chirurgia Maxillo-Facciale in Europa
Dopo la laurea nel 1905, Kazanjian aprì uno studio dentistico e contemporaneamente iniziò una proficua collaborazione come assistente professore in protesi dentaria ad Harvard . Nel 1912 Kazanjian divenne primario di quel reparto. Il suo interesse per le lesioni facciali crebbe già durante la sua pratica pre-bellica, poiché curò centinaia di fratture dei mascellari e sviluppò una conoscenza specializzata nella costruzione di apparecchi per i suoi pazienti. Nel 1915, Kazanjian parti per l'Europa con la First Harvard Unit per servire con le forze di spedizione britanniche nella prima guerra mondiale. In qualità di Chief Dental Officer dell'unità, Kazanjian creò la prima clinica di Odontoiatria e Maxillo-Facciale in Francia, gestendo oltre 3.000 casi di arma da fuoco, schegge, e altre gravi ferite del viso e delle mascelle. Nel 1919, in riconoscimento del suo servizio, fu nominato Compagno dell'Ordine di San Michele e San Giorgio a Buckingham Palace, a Londra, Inghilterra.